# Nesbanebdjed II
Pour les articles homonymes, voir Nesbanebdjed.
Nesbanebdjed II (appelé aussi Smendès II) est l'un des grands prêtres d'Amon qui règne sur Thèbes vers 990 à 988 avant l'ère commune, il succède à son père Menkhéperrê et précède son frère Pinedjem II en tant que grand prêtre d'Amon à Thèbes.

## Généalogie
Nesbanebdjed II est le fils du grand prêtre d'Amon Menkhéperrê et de la princesse Isetemkheb II, fille du roi tanite Psousennès Ier. Il épouse sa sœur Hénouttaouy, qui lui donne une fille nommée Isetemkheb, puis une certaine Takhentdjéhouty, qui lui donne également une fille nommée Neskhons, qui épouse Pinedjem II, frère cadet de Nesbanebdjed II.

## Biographie
Nesbanebdjed II succède à son père Menkhéperrê et précède son frère Pinedjem II en tant que grand prêtre d'Amon à Thèbes. Il est probablement grand prêtre d'Amon avant le décès de son père vieillissement. Son pontificat a lieu au début du règne du roi tanite Amenemopet, leurs noms apparaissent ensembles sur des bandelettes de momies. Toutefois, dès l'an III du règne de Amenemopet, son frère cadet Pinedjem II lui succède.